# Giorgio Colangeli
Giorgio Colangeli (Roma, 14 de diciembre de 1949) es un actor italiano de cine y televisión y es coordinator educativo de la SRC.

## Vida
Nacido en Roma, Giorgio Colangeli se graduó en Física nuclear. Tras graduarse, comenzó en 1974 a colaborar la compañía de teatro educativo Il Torchio, dirigida por Aldo Giovannetti. Interpretó los papeles principales de numerosas obras de teatro de Giovannetti. Uno de sus títulos más famosos fue "Tápate las orejas para no sentir ... el frío". En 1981 interpretó el espectáculo Voi noi y Campanile en textos de Achille Festa Campanile con la compañía "Il Cerchio di Gesso" de Roma. Sus trabajos incluyen las películas Pasolini, un crimen italiano (1995), dirigida por Marco Tullio Giordana, y La cena (1998), dirigida por Ettore Scola, por la que ganó el Lazo de Plata al mejor actor de reparto. Intervino en la miniserie de televisión This is my land (2006), dirigida por Raffaele Mertes, y en la película L'aria salata (2006), dirigida por Alessandro Angelini, por la que ganó el David di Donatello 2007 al Mejor Actor de Reparto y el Premio a Mejor Actor en el primer Festival de Cine de Roma.
En 2012, por su actuación en La decima onda, ganó un Nastro d'argento al mejor actor en una película corta.

## Filmografía seleccionada
- The Dinner (1998)
- Passato prossimo (2003)
- City Limits (2004)
- Salty Air (2006)
- El amigo de la familia (2006)
- Cardiofitness (2007)
- Miss F (2007)
- St. Giuseppe Moscati: Doctor to the Poor (2007)
- Il Divo (2008)
- Si può fare (2008)
- Galantuomini (2008)
- Parlami d'amore (2008)
- Raise Your Head (2009)
- Palestrina - Príncipe de la Música (2009)
- Il mostro di Firenze (2009)
- The Double Hour (2009)
- La nostra vita (2010)
- The Woman of My Dreams (2010)
- Tatanka (2011)
- Isole (2011)
- Piazza Fontana: The Italian Conspiracy (2012)
- Stay Away from Me (2013)
- A Small Southern Enterprise (2013)
- Banana (2015)
- The Wait (2015)
- Chlorine (2015)
- Twin Flower (2018)
- Permette? Alberto Sordi (2020)
- Immaculate (2024)[5]